# Fascio parlamentare di difesa nazionale
Il Fascio parlamentare di difesa nazionale è stato un gruppo parlamentare costituitosi nel corso della XXIV legislatura del Regno d'Italia, durante la prima guerra mondiale.
Il gruppo dell'Fascio parlamentare di difesa nazionale nacque il 9 dicembre 1917 in risposta alle crescenti difficoltà belliche e alla ripresa della posizione neutralista. Costituito dall'unione degli interventisti di destra e sinistra, il gruppo proseguì le sue attività anche in seguito alla fine della guerra sciogliendosi ufficialmente con la fine della XXIV legislatura.

## Storia

### Le origini e le attività del Fascio parlamentare
Con la crisi di luglio del 1914 e lo scoppio della prima guerra mondiale, lo schieramento liberale si divise tra neutralisti ed interventisti. Nel corso della guerra tra la classe dirigenti liberale la posizione interventista assunse sempre più forza, così il 24 maggio 1915, per volontà del governo Salandra, l'Italia entrò in guerra. Alla fine del 1916, il fallimento delle offensive militari generò pessimismo tra gli interventisti, che compresero che la vittoria dipendeva dalla resistenza interna, non da una rapida azione offensiva. Questo portò a una crescente preoccupazione per il consenso della popolazione, che non avendo mai appoggiato in massa l'intervento iniziò a manifestare il proprio malcontento con proteste e agitazioni. Per ridare forza alla posizione interventista, nel febbraio del 1917 con la riapertura della Camera, 80 deputati costituirono il Fascio nazionale di azione, un gruppo trasversale composto da interventisti provenienti dai liberali di destra e dei nazionalisti, ma anche dai radicali dai repubblicani e dei socialisti riformisti.
Nel marzo 1917 la rivoluzione russa rafforzò gli interventisti, che minacciarono nuove proteste sull'esempio del "radioso maggio" per sostituire il governo Boselli con uno più favorevole alla guerra, accusando inoltre i socialisti di tradimento per la loro posizione neutralista. Nel frattempo circolarono anche voci di un possibile colpo di stato a carattere repubblicano capeggiato dal socialista riformista Leonida Bissolati e manovrato dalla massoneria, ipotesi però subito accantonata dalla classe dirigente liberale. La principale critica degli interventisti era rivolta ministro dell'interno Vittorio Emanuele Orlando, accusato di non essere abbastanza severo nella repressione del "disfattismo". In seguito ai moti di Torino del 22 agosto 1917, i deputati interventisti reagirono obbligando alle dimissioni il capo di gabinetto Camillo Corradini e il capo della polizia Giacomo Vigliani, inoltre votarono il decreto del radicale Ettore Sacchi per sanzionare penalmente i "disfattisti".
Dopo la battaglia di Caporetto e la nascita del governo Orlando all'interno dello schieramento interventista prese piede l'ipotesi di costituire un unico gruppo parlamentare che contenesse le istanze degli interventisti di destra e sinistra. Il 9 dicembre 1917 la redazione de La Vita italiana si costituì allora il Fascio parlamentare di difesa nazionale che raccolse 158 deputati e 115 senatori. Come primo atto il Fascio parlamentare sembrò incline a opporsi alla convocazione della Camera in comitato segreto, ma cambiò presto posizione temendo che ciò si traducesse in un’opposizione diretta a Vittorio Emanuele Orlando, e l'iniziativa fu abbandonata. Nel voto di fiducia al governo Orlando del 12 dicembre 1917 il Fascio parlamentare votò in modo sostanzialmente compatto a favore, raccogliendo 130 voti. Il Fascio parlamentare inoltre presentò una mozione sulla gestione del ministero delle armi e delle munizioni, contribuendo alle dimissioni del ministro Alfredo Dallolio.

### Il Fascio parlamentare nel dopoguerra
Dopo la vittoria nella prima guerra mondiale, il Fascio parlamentare costituiva circa un terzo del parlamento con 161 deputati e 127 senatori. Il 22 novembre il Fascio parlamentare dichiarò di non aver concluso il suo compito e di avere intenzione di continuare la sua attività, ma nonostante ciò il 27 novembre parte dei radicali e dei repubblicani uscirono dal gruppo. All'interno del Fascio parlamentare inoltre si riaccese un contrasto latente che, durante il conflitto, era stato in gran parte messo a tacere: la questione adriatica. Parte degli esponenti favorevoli a un'intesa con la Jugoslavia anche a costo di rinunciare a una parte della Dalmazia, abbandonò il gruppo, così la direzione passò agli elementi cosiddetti "antirinunciatari", ovvero contrari a qualsiasi concessione territoriale.
Pur ridotto a circa settanta deputati, il Fascio parlamentare mantenne un peso politico significativo risultando determinante del giugno 1919 durante le votazioni che provocarono le dimissioni del governo Orlando. Inoltre, ebbe un ruolo chiave nell’avvio della discussione parlamentare sulla riforma elettorale, e quando il liberale di sinistra Francesco Saverio Nitti formò il suo governo, offrì incarichi ministeriali al Fascio parlamentare, ma questi furono rifiutati, nonostante Vittorio Scialoja prese parte alla delegazione italiana alla conferenza di pace di Parigi. Il Fascio parlamentare si definì sempre più antisocialista, oltre che "antirinunciatario", arrivando a giustificare l'impresa di Fiume. La sua attività politica si concluse ufficialmente con lo scioglimento della XXIV legislatura e l'inizio della campagna elettorale per le elezioni del 1919, alle quali i suoi esponenti si presentarono divisi nelle liste dello schieramento liberale.

## Nelle istituzioni

### Camera dei deputati
| XXIV legislatura |
| ---------------- |
| 156 deputati     |

Angelo Abisso, Roberto Adinolfi, Arnaldo Agnelli, Matteo Amicarelli, Ugo Ancona, Antonio Angiolini, Graziano Appiani, Francesco Arcà, Enrico Arlotta, Gioberto Arrivabene Valenti Gonzaga, Ernesto Artom, Giovanni Auteri Berretta, Salvatore Barzilai, Augusto Battaglieri, Annibale Berlingieri, Felice Bernabei, Luigi Basile, Antonio Baslini, Bartolomeo Antonio Bellati, Bortolo Belotti, Giacinto Benaglio, Pietro Bertarelli, Alfredo Bertesi, Vincenzo Bettoni Cazzago, Giuseppe Bevione, Ivanoe Bonomi, Febo Borromeo d'Adda, Luigi Callaini, Vincenzo Camerini, Antonio Cao Pinna, Luigi Capaldo, Luigi Capitanio, Ercole Caputi, Innocenzo Cappa, Pietro Castellino, Luigi Cavina, Giovanni Celesia di Vegliasco, Guido Celli, Carlo Centurione Scotto, Attilio Chiaradia, Pietro Chimienti, Gaspare Ciacci, Giuseppe Ciancio, Ettore Ciccotti, Marco Ciriani, Alfredo Codacci Pisanelli, Raffaele Cotugno, Domenico Cioffrese,  Napoleone Colajanni, Giovanni Antonio Colonna di Cesarò, Ubaldo Comandini, Carlo Compans de Brichanteau, Giuliano Corniani, Vittorio Cottafavi, Edoardo Daneo, Alceste de Ambris, Mansueto De Amicis, Giuseppe De Capitani d'Arzago, Giuseppe de Felice Giuffrida, Carlo Dell'Acqua, Nicola De Ruggieri, Antonio De Viti De Marco, Emilio Di Campolattaro Capomazza, Gino Di Caporiacco, Luigi Di Francia, Gastone Guerrieri di Mirafiori, Pietro Lanza di Scalea, Aurelio Drago, Gaetano Falconi, Francesco Faustini, Luigi Federzoni, Massimo Fiamberti, Raffaele Fraccacreta, Pietro Frugoni, Carlo Fumarola, Luigi Gasparotto, Emilio Giampietro, Enrico Giaracà, Giuseppe Girardini, Edoardo Giretti, Michele Gortani, Marcello Grabau, Pasquale Grippo, Lionello Hierschel de Minerbi, Francesco Innamorati, Ignazio Larussa, Ignazio La Lumia Aldisio, Lando Landucci, Paolo Lembo, Mariano La Via, Pasquale Libertini, Nicola Lombardi, Attilio Loero, Agostino Lo Piano Pomar, Antonino Lo Presti, Angelo Lucchini, Luigi Macchi, Cataldo Malcangi, Augusto Mancini, Girolamo Marcello, Giuseppe Marchesano, Ferdinando Martini, Eugenio Maury di Morancez, Ulderico Mazzolani, Luigi Medici del Vascello, Giacomo Miari, Rodolfo Molina, Giacomo Giuseppe Mondello, Gismondo Morelli Gualtierotti, Gaetano Mosca, Ottorino Nava, Pierino Negrotto Cambiaso, Quirino Nofri, Salvatore Orlando, Domenico Pacetti, Francesco Pais-Serra, Pietro Pansini, Giuseppe Paratore, Angelo Pavia, Michele Pietravalle, Vincenzo Pipitone, Giovanni Battista Pirolini, Francesco Pistoia, Orazio Raimondo, Roberto Rampoldi, Annibale Rellini, Vincenzo Riccio, Rodolfo Rispoli, Leone Romanin Jacur, Giovanni Romeo delle Torrazze, Giangabriele Valignani, Scipione Ronchetti, Giovanni Rosadi, Francesco Rota, Camillo Ruspoli, Antonio Salandra, Ferdinando Salterio, Gino Salvagnini, Amedeo Sandrini, Luigi Saraceni, Gino Sarrocchi, Ugo Scalori, Antonio Scialoja, Steno Sioli Legnani, Pietro Sitta, Francesco Somaini, Roberto Talamo, Vincenzo Tamborino, Alessandro Tasca, Enrico Teodori, Nicolò Tortorici, Giuseppe Toscano, Fulco Tosti di Valminuta, Angelo Valvassori Peroni, Pier Gaetano Venino, Domenico Zaccagnino. 

### Senato
| XXIV legislatura |
| ---------------- |
| 115 senatori     |

Alberto Agnetti, Luigi Albertini, Marcello Amero d'Aste Stella, Nicola Balenzano, Gioacchino Bastogi, Luca Beltrami, Paolo Emilio Bensa, Federico Bettoni, Roberto Biscaretti di Ruffia, Arrigo Boito, Luigi Bodio, Lorenzo Bonazzi, Camillo Bozzolo, Girolamo Brandolin, Clemente Caldesi, Felice Napoleone Canevaro, Luigi Canzi, Giovanni Cassis, Baldassarre Castiglioni, Carlo Cataldi, Luigi Cavalli, Giannetto Cavasola, Alberto Cencelli, Vittorio Cipelli, Guardino Colleoni, Giacomo Luigi Ciamician, Giovanni Celoria, Emilio Conti, Giuseppe Dalla Vedova, Giuseppe D'Andrea, Pietro D'Ayala Valva, Adriano De Cupis, Ferdinando Del Carretto di Novello, Isidoro Del Lungo, Giuseppe Della Noce, Gian Giacomo Cavazzi della Somaglia, Luigi Della Torre, Filippo Savorgnan di Brazzà, Adriano Diena, Ulisse Dini, Antonino di Prampero, Francesco Lanza Spinelli di Scalea, Pietro Lanza di Trabia, Francesco D'Ovidio, Enrico D'Ovidio, Luigi Dorigo, Francesco Durante, Giuseppe Di Terranova Pignatelli, Carlo Esterle, Carlo Fadda, Eugenio Faina, Giulio Fano, Cesare Ferrero di Cambiano, Francesco Filomusi Guelfi, Pio Foà, Giovanni Facheris, Carlo Fabri, Eugenio Figoli des Geneys, Filippo Garavetti, Stefano Gatti-Casazza, Girolamo Gatti, Lodovico Gavazzi, Cesare Gioppi, Giuseppe Giordano Apostoli, Camillo Golgi, Emanuele Greppi, Enrico Gualterio, Ignazio Guidi, Alessandro Guiccioli, Calcedonio Inghilleri, Primo Lagasi, Rodolfo Lanciani, Giacomo Levi Civita, Luigi Luciani, Alessandro Lustig Piacezzi, Luigi Mangiagalli, Giovanni Mariotti, Ernesto Martinez, Edoardo Maragliano, Ettore Marchiafava, Guglielmo Marconi, Filippo Masci, Francesco Mazza, Guido Mazzoni, Francesco Mele, Nicolò Melodia, Angelo Muratori, Filippo Giacomo Novaro, Ettore Ponti, Ernesto Presbitero, Francesco Lorenzo Pullè, Domenico Raccuini, Ferdinando Resta Pallavicino, Nino Ronco, Giovanni Rossi, Francesco Ruffini, Angelo Salmoiraghi, Coriolano Ponza di San Martino, Cesare Sili, Beniamino Spirito, Vittorio Scialoja, Pietro Sormani, Francesco Schupfer, Giuseppe Tanari, Sebastiano Tecchio, Oreste Tommasini, Arturo Triangi di Maderno e Laces, Enrico Tivaroni, Leopoldo Torlonia, Ettore Viganò, Vito Volterra, Luigi Venosta, Luigi Zappi Ceroni, Luigi Zuccari, Vittorio Italico Zupelli

### Governi
Governo Orlando
- Vittorio Italico Zupelli, ministro della guerra (21 marzo 1918 - 17 gennaio 1919), ministro delle armi e munizioni (15 maggio 1918 - 23 giugno 1919), ministro dell'assistenza militare e pensioni di guerra (1 gennaio 1919 - 17 gennaio 1919)
- Ivanoe Bonomi, ministro dei lavori pubblici (1° gennaio 1919 - 23 giugno 1919)
- Vincenzo Riccio, ministro dell'agricoltura (18 gennaio 1919 - 23 giugno 1919)
- Giuseppe Girardini, ministro dell'assistenza militare e pensioni di guerra (18 gennaio 1919 - 23 giugno 1919)
- Augusto Battaglieri, sottosegretario di Stato al ministero delle armi e trasporti (29 ottobre 1917 - 22 maggio 1918), sottosegretario di Stato al ministero della guerra (19 gennaio 1919 - 23 giugno 1919)
- Salvatore Orlando, sottosegretario di Stato al ministero dei trasporti marittimi e ferroviari (23 maggio 1918 - 3 ottobre 1918)
- Pietro Sitta, sottosegretario di Stato al ministero dell'agricoltura (19 gennaio 1919 - 23 giugno 1919)
- Ugo Scalori, sottosegretario di Stato ministero dell'assistenza militare e pensioni di guerra (19 gennaio 1919 - 23 giugno 1919)
- Giuseppe Paratore, sottosegretario di Stato ministero dell'industria, del commercio e del lavoro (19 gennaio 1919 - 23 giugno 1919)
- Quirino Nofri, sottosegretario di Stato al ministero degli approvvigionamenti e consumi alimentari (19 gennaio 1919 - 23 giugno 1919)